# Haji Aliyev
Haji Aliyev (en azéri : Hacı Azər oğlu Əliyev, né le 21 avril 1991 à Nakhitchevan, RSS d'Azerbaïdjan) est un lutteur azerbaïdjanais, spécialiste de lutte libre.

## Palmarès

### Jeux olympiques
- Médaille d'argent en lutte libre dans la catégorie des moins de 65 kg en 2020 à Tokyo
- Médaille de bronze en lutte libre dans la catégorie des moins de 57 kg en 2016 à Rio de Janeiro

### Championnats du monde
- Médaille d'or en lutte libre dans la catégorie des moins de 61 kg en 2017 à Paris
- Médaille d'or en lutte libre dans la catégorie des moins de 61 kg en 2015 à Las Vegas
- Médaille d'or en lutte libre dans la catégorie des moins de 61 kg en 2014 à Tachkent

### Championnats d'Europe
- Médaille d'or en lutte libre dans la catégorie des moins de 70 kg en 2023 à Zagreb
- Médaille d'or en lutte libre dans la catégorie des moins de 65 kg en 2019 à Bucarest
- Médaille d'or en lutte libre dans la catégorie des moins de 65 kg en 2018 à Kaspiisk
- Médaille d'or en lutte libre dans la catégorie des moins de 61 kg en 2014 à Vantaa
- Médaille d'argent en lutte libre dans la catégorie des moins de 65 kg en 2022 à Budapest
- Médaille de bronze en lutte libre dans la catégorie des moins de 61 kg en 2016 à Riga

### Jeux européens
- Médaille de bronze en lutte libre dans la catégorie des moins de 65 kg en 2019 à Minsk
- Médaille de bronze en lutte libre dans la catégorie des moins de 61 kg en 2015 à Bakou

### Jeux de la solidarité islamique
- Médaille d'or en lutte libre dans la catégorie des moins de 61 kg en 2017 à Bakou

### Universiade
- Médaille de bronze en lutte libre dans la catégorie des moins de 60 kg en 2013 à Kazan